# Grotte de Bockstein
La grotte de Bockstein est un site préhistorique localisé sur le territoire de Rammingen, une ville située entre les communes d'Herbrechtingen et de Öllingen, dans la vallée de la Lone, dans le Land du Bade-Wurtemberg, en Allemagne,,. Son entrée est désignée sous le terme Bocksteintörle,.
La grotte de Bockstein, creusée dans des roches de type karstique,,, se trouve dans le massif éponyme de Bockstein,,. Au sein de cette formation rocheuse, plusieurs autres sites préhistoriques ont été mis au jour, dont celui de Bocksteinschmiede et de Bocksteinloch,,,,.
L'industrie lithique issue de la grotte est, entre autres, caractérisée par la présence de Bocksteinmesser, un type de biface asymétrique, à dos, ayant une section de forme triangulaire, attribué au Micoquien,,.
L'occupation de la caverne commence il y a environ 60 000 ans, à la fin du Paléolithique moyen, par l'Homme de Néandertal,. Le site préhistorique est ensuite utilisé au Paléolithique supérieur, durant les époques aurignacienne et magdalénienne.
En 2017, la grotte de Bockstein a été inscrite par l'UNESCO sur la liste du patrimoine mondial de l'humanité avec cinq autres grottes du Jura souabe, sous l'intitulé « Grottes et art de la période glaciaire dans le Jura souabe »,,.

## Historique
La grotte fait l'objet de premières fouilles en 1879,, puis en 1883 et 1884, par Ludwig Bürger et Friedrich Losch (de),,. Une campagne de fouilles est ensuite conduite en 1908 par Robert Rudolf Schmidt,.

## Pour approfondir